# 十兩
十兩（日语：／ Jūryō */?），正式名稱十枚目（／ Jūmaime */?），日本大相撲力士的一種位階，是位於幕下之上，幕內之下的高階相撲力士，又稱平幕。幕內與十兩的力士合稱為關取。

## 由來
十兩這位階的相撲力士之所以如此稱呼，乃是由於江戶時期至明治初期時，居幕下最上位前十名的力士，每年可以領到十兩的薪水，所以就被稱為十兩或十枚目。

## 地位
十兩是幕內力士的候補，幕下以及此位階以下的力士，每一個場所的比賽中僅可以參賽七天，其餘八天需要服侍關取位階的力士，但是升為十兩以後就可以十五天全部參賽，而且可以有二到三個新弟子作為隨從，地位可以說是截然不同，物質條件也有明顯改善。

## 十兩力士
- 劉朝惠：1985年3月27日成為台灣第一位升上十兩等級的力士，也是日本相撲史上第三位以四連勝戰績取得關取資格的外籍力士。
- 若天狼啓介